# Turki al-Jasser
Turki bin Abdulaziz al-Jasser (arabisch تركي بن عبد العزيز الجاسر, DMG Turkī b. ʿAbd al-ʿAzīz al-Ǧāsir; hingerichtet am 14. Juni 2025) war ein saudischer Journalist und Menschenrechtsaktivist, bekannt für seinen kritischen Twitter‑Account „Kashkol“ (كشكول), in dem er über Menschenrechte, Frauenfragen und Korruption berichtete.

## Biografie
Al-Jasser arbeitete als Journalist u. a. für die Zeitung Al‑Taqrir und betrieb von 2013 bis 2015 einen persönlichen Blog zu Themen wie Arabischer Frühling, Frauenrechte und regionaler Politik. Er wurde als Betreiber des anonymen Twitter‑Accounts „Kashkol“ bekannt, der Kritisches über Machtmissbrauch in der saudischen Führung und soziale Unruhen (→ Proteste in Saudi-Arabien ab 2011) veröffentlichte. 
Al-Jasser wurde im März 2018 verhaftet, zum Tode verurteilt und am 14. Juni 2025 hingerichtet.